# 14
| 14                 |
| ------------------ |
| Dødsfald - Fødsler |
|                    |

| Gregoriansk kalender | 14 XIV                  |
| Ab urbe condita      | 767                     |
| Armensk kalender     | I/T                     |
| Kinesiske kalender   | 2710 – 2711 癸酉 – 甲戌 |
| Etiopisk kalender    | 6 – 7                   |
| Jødisk kalender      | 3774 – 3775             |
| Hindukalendere       |                         |
| - Vikram Samvat      | 69 – 70                 |
| - Shaka Samvat       | N/A                     |
| - Kali Yuga          | 3115 – 3116             |
| Iransk kalender      | 608 BP – 607 BP         |
| Islamisk kalender    | 627 BH – 626 BH         |

Se også 14 (tal)

## Begivenheder
- Tiberius efterfølger sin stedfar Augustus som romersk kejser.

## Dødsfald
- 19. august – Augustus den første Romerske kejser.